# 여신전문금융업법
여신전문금융업법이란 대출, 할부, 신용카드 등 여신전문금융업(與信專門金融業)을 관리 감독하기 위해 제정된 법률이다.

## 여신전문금융업의 범위
여신전문금융업(與信專門金融業)이란 신용카드업, 시설대여업, 할부금융업, 신기술사업금융업을 통틀어 말하는 것이다. 시설대여업의 대표적인 것으로는 리스가 있다. 리스란 자동차 등을 할부로 돈을 납부하며 대여하여 사용하는 것이다. 할부금융업이란 돈을 빌려주는 자와 빌리는 자만이 아닌, 판매사, 제조사와 함께 제3자가 약정을 맺어 할부에 의한 납부를 가능하게 해주는 것을 의미한다.

## 신용카드
여신전문금융업법은 신용카드에 관련한 규정을 포함하는 법규이기도 하다. 예를 들면 신용카드 발급을 규제한다거나 고객에게 수수료를 떠넘기는 행위를 처벌하는 등의 법규는 여신전문금융업법에 의한 것이다.

## 여신 전문 금융회사
여신 전문 금융회사란, 제2금융권의 금융회사를 의미한다. 즉 시중 은행이 아닌 금융회사로, 고객의 예금을 받는 수신 기능이 없이 여신, 즉 대출만을 전문으로 하는 금융회사를 의미한다. 일반적으로 대한민국의 여신 전문 금융회사는 비상장사로, 상장된 여신전문금융회사는 한국캐피탈, 아주캐피탈, 우리파이낸셜, 한국개발금융 등이 있다.

## 참고 문헌
- 신용카드와 정부 - 한국소비자단체협의회 월간소비자 2002년9월호
- 아주캐피탈 공식 블로그 - 캐피탈이 뭐예요? 여신전문금융업과 아주캐피탈 2013/08/13

## 같이 보기
- 신용카드
- 직불카드
- 선불카드
- 신용카드부정사용죄